# Arkadij
Arkadij  (latinsko Flavivs Arcadivs Avgustvs, grško Ἀρκάδιος [Arkádios]), cesar Bizantinskega cesarstva od leta 395 do svoje smrti leta 408, * 377/378, † 1. maj 408.
Bil je šibek vladar, namesto katerega je vladala vrsta močnih ministrov in njegova žena Elija Evdoksija. 

## Življenjepis
Rojen je bil v Španiji. Januarja 383 ga je oče razglasil za avgusta in sovladarja vzhodnega dela Rimskega cesarstva. Deset let kasneje je za avgusta razglasil tudi mlajšega brata Honorija in ga imenoval za socesarja zahodnega dela Rimskega cesarstva.
Cesar Honorij je vladal pod vodstvom romaniziranega Vandala magistra militum Flavija  Stiliha, medtem ko je Arkadijevo vladanje nadziral njegov minister Rufin. Stiliho naj bi po mnenju nekaterih poznavalcev hotel obvladovati oba cesarja, kar je bil verjeten vzrok, da so Rufina leta 395 ubili njegovi gotski najemniki.  Čeprav so dokazi za Stilihovo  vpletenost v uboj pomanjkljivi, je ostra tekmovalnost in politična ljubosumnost med Stilihom in Rufinom močno zaznamovala prva leta Arkadijevega vladanja. Arkadijev novi svetovalec, evnuh Evtropij, je preprosto prevzel Rufinovo mesto sive eminence na bizantinskem dvoru. 
Nad Arkadijem je dominirala tudi njegova žena Elija Evdoksija, ki ga je leta 399, ko je bil na višku moči, prepričala, naj odpusti Evtropija. 13. julija istega leta je Arkadij izdal edikt, s katerim so se porušili vsi preostali nekrščanski templji v cesarstvu.  
Evdoksijinemu vplivu je močno nasprotoval konstantinopelski patriarh Ivan Krizostom, ki je slutil, da Evdoksija izrablja družinsko premoženje za pridobivanje oblasti nad cesarjem. Evdoksija je izrabila svoj vpliv, da so leta 404 Krizostoma odstavili, in še isto leto umrla. 
V Arkadijevem imenu je po Evdoksijini smrti vladal pretorijanski prefekt Antemij, ki je s Stilihom sklenil premirje. Arkadija je bolj kot politične in vojaške zadeve zanimala vloga pobožnega kristjana, zato je bil vse do smrti leta 408 samo nominalen vladar svojega cesarstva.

## Delo
Med njegovim šibkim vladanjem so imeli glavno vlogo v državi dvorni politiki. Glavna tema dvornih dogajanj so bila protislovna mnenja vplivnih posameznikov in dvornih strank o barbarih, kar je v Konstantinoplu v tistem času pomenilo Gote. Zelo dobro dokumentirani so dogodki okoli častihlepnega gotskega poveljnika Gainasa, ki je kot magister militum služil že cesarju Teodoziju I., in 7.000 gotskih federatih, ki so jih leta 400 na Evdoksijino vzpodbudo pobili v Konstantinoplu. Preživeli Goti so pod Gainasovim poveljstvom pobegnili v Trakijo, kamor jih je zasledovala in pobila cesarska vojska. Gainasu je uspelo pobegniti preko Donave, kjer so ga ujeli in ubili Huni, njehovo glavo pa so kot diplomatsko darilo poslali Arkadiju. 
Dogajanja so običajno prikazovali kot  nenadno protibarbarsko dejanje, ki naj bi stabiliziralo Vzhod. 
V Arkadijevem imenu je bil na sedmem konstantinopelskem griču Kserolofos zgrajen nov forum, na katerem je eden od stebrov slavil njegovo zmago nad Gainasom. Steber je bil dokončan po Arkadijevi smrti v času Teodozija II.. 
Arkadijev doprsni kip iz pentelijskega marmorja, ki je prikazan na zgornji sliki, so odkrili junija 1949 v Istanbulu pri forumu Tauri med kopanjem temeljev za novo univerzo. Vrat je oblikovan tako, da bi se lahko vstavil v torzo. Kipa, njegovega podstavka in napisa niso odkrili. Načelek je sestavljen iz dveh vrst biserov, med katerima je nad čelom niz pravokotnih kamnov.

## Družina
Arkadij je imel z ženo Evdoksijo hčerke Pulherijo, Arakdijo in Marino in sina Teodozija, bodočega cesarja Teodozija II..

## Sklic
1. ↑  SNAC — 2010.
2. ↑  Encyclopædia Britannica
3. ↑  Nezih Firatli, A Late Antique Imperial Portrait Recently Discovered at Istanbul, American Journal of Archaeology 55, 1 (januar 1951), str. 67–71.